# David Linx

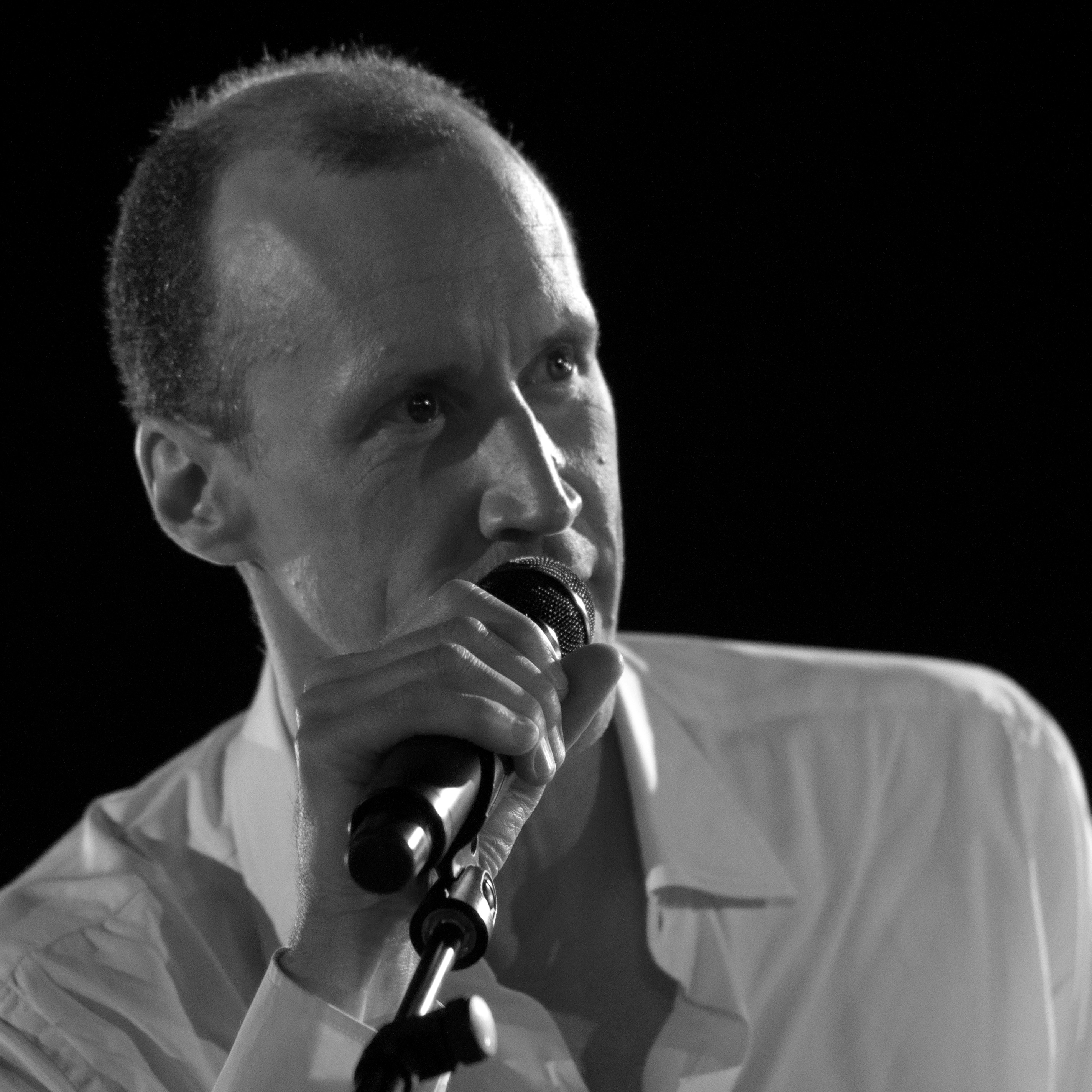
David Linx in 2011

David Linx (Brussel, 22 maart 1965) (echte naam: David Gistelinck) is een Belgische jazz- en chansonzanger, componist en tekstschrijver.
Linx, een zoon van de componist en musicus Elias Gistelinck, studeerde percussie en was drie jaar de drummer van de Amerikaanse jazzzanger Mark Murphy, wat hem motiveerde om zelf te gaan zingen.
Sinds 1993 doceert Linx jazz-zang aan het Koninklijk Conservatorium in Brussel. In 1986 nam hij met een grote groep muzikanten een plaat op met de Amerikaanse schrijver en activist James Baldwin, die hierop gedichten voorleest. De muzikanten waren onder meer Pierre Van Dormael en Slide Hampton. In 1990 maakte hij een album, waarop hij begeleid wordt door Jack van Poll. In het begin van de jaren negentig ging hij samenwerken met pianist Diederik Wissels, die hij al uit zijn kindertijd kent. Met hem nam Linx door de jaren heen verschillende duoplaten op.
Linx heeft verder opgenomen met onder meer Toots Thielemans, het kwartet van gitarist Tam De Villiers, het kwartet van pianist Ivan Paduart (naast Fay Claassen) en het Brussels Jazz Orchestra.
Naast zijn werk in de jazz is hij ook actief in het Franse chanson. Hij nam een plaat met chansons op en werkte samen met zangeres Maurane. Daarnaast componeert Linx muziek voor film en danstheater en geeft hij les aan het conservatorium in Brussel.
Sinds 1999 woont hij in Parijs. In 2005 kreeg hij daar van de Académie du Jazz de Prix Bobby Jaspar.

## Discografie (selectie)
- A Lover's Question, Label Bleu, 1987
- If One More Day (met Diederik Wissels), Les Disques du Crépuscule, 1993
- Up Close (met Wissels), Label Bleu, 1995
- Bandarhâh (met Wissels), Label Bleu, 1998
- Moon to Your Sun, Les Disques du Crépuscule, 2000
- L'Instant d'Apres (met o.m. Marc Ribot en David Torn), PolyGram, 2001
- This Time (met Wissels), Le Chant du Monde, 2004
- Changing Faces, 2007
- Follow the Songlines (met Wissels, Maria Joao, Mário Laginha), Naïve Records, 2011
- Rock My Boat, Naïve, 2011
- A Different Porgy, Another Bess (Brussels Jazz Orchestra met Linx en Maria Joao), Naïve, 2012